# Magnus Lindkvist
Magnus Lindkvist är en svensk föreläsare, trendspanare och futurolog. Han är författare till böckerna Everything We Know Is Wrong (Svensk titel Trendspanarens Handbok) och The Attack of The Unexpected. 2009 utsågs han av Talarforum till Årets Talare i Sverige.